# Os bru de Kamtxatka
Ursus arctos beringianus és una subespècie de l'os bru (Ursus arctos).

## Morfologia
És la subespècie més grossa d'Euràsia amb una longitud corporal de 2,4 m i un pes de 650 kg o més. El crani és més ample que, per exemple, el de Ursus arctos lasiotus: entre 37,2 i 38,6 cm de llarg i 21,6-24,2 cm d'ample pels mascles i 37,2-38,6 cm de llarg i 21,6-24,2 d'ample per a les femelles. El pelatge és predominantment de color marró fosc amb un tint violeta.

## Alimentació
A l'estiu menja nabius, baies, salmons rosats del Pacífic (Oncorhynchus gorbuscha) i Oncorhynchus mykiss, mentre que a la tardor es nodreix de fruits secs i peixos. En temps d'escassedat, menja peixos o mamífers marins morts, baies i matèria vegetal.

## Distribució geogràfica i població
Es troba a Kamtxatka i l'illa de Sant Llorenç a la Mar de Bering. Es tracta d'una de les àrees del món més densament poblades per ossos. Es calcula que actualment, entre 10.000 i 14.000 exemplars viuen a la península de Kamtxatka, que té una àrea similar a la de Califòrnia, tot i que es reconeix que la metodologia de recompte emprada no és estrictament científica.